# Belfry
Belfry é uma Região censo-designada localizada no estado americano de Montana, no Condado de Carbon.

## Demografia
Segundo o censo americano de 2000, a sua população era de 219 habitantes.

## Geografia
De acordo com o United States Census Bureau tem uma área de 
4,9 km², dos quais 4,9 km² cobertos por terra e 0,0 km² cobertos por água. Belfry localiza-se a aproximadamente 1177 m acima do nível do mar.

## Localidades na vizinhança
O diagrama seguinte representa as localidades num raio de 36 km ao redor de Belfry. 